# فيرا يفيستافيفنا بوبوفا
فيرا يفيستافيفنا بوبوفا (بالروسية: Вера Евстафьевна Попова) ولدت في 17 سبتمبر 1867 وتوفيت في 8 مايو 1896، كيميائية روسية، ومن أوائل الكيميائيين الروس وهي أول امراة روسية تؤلف كتابًا في الكيمياء. ومن المحتمل أن تكون أول امرأة تتسبب المواد الكيميائية في وفاتها، حيث توفّيت في مختبرها إثر انفجار بعض المواد الكيميائية التي كانت تعمل عليها.

## النشأة والتعليم
ولدت فيرا بوكدانوفسكايا في سانت بطرسبرغ سنة 1868، وكان والدها إيفاستافي إيفانوفيتش بوكدانوفسكي أستاذاً في علم الجراحة، وقد قرر والدا الأطفال الثلاثة أن يكون تعليمهم في المنزل. في عام 1878 بدأت فيرا الدراسة في معهد سمولني وهي تبلغ آنذاك 11 عامًا، وفي عام 1883 بدأت بالدراسة في دورات بيستوجيف ولمدة 4 سنوات، لتعمل بعدها لمدة عامين في مختبرات الأكاديمية الروسية للعلوم وفي الأكاديمية العسكرية للجراحة.
وفي عام 1889 غادرت روسيا باتجاه سويسرا، حيث حصلت على شهادة الدكتوراة في الكيمياء من جامعة جنيف، وكان بحثها يدور حول المركب ثنائي بنزيل الكتيون، وعلى الرغم من رغبتها في العمل على الميثيليدين فوسفان إلا أن مشرفها البروفيسور كارل كراب أقنعها بأن تصب تركيزها على ثنائي بنزيل كيتون. عملت فيرا كذلك مع الدكتور فيليب كاي في جنيف، والذي كان يعمل على الكيمياء الفراغية. .

## المسيرة المهنية

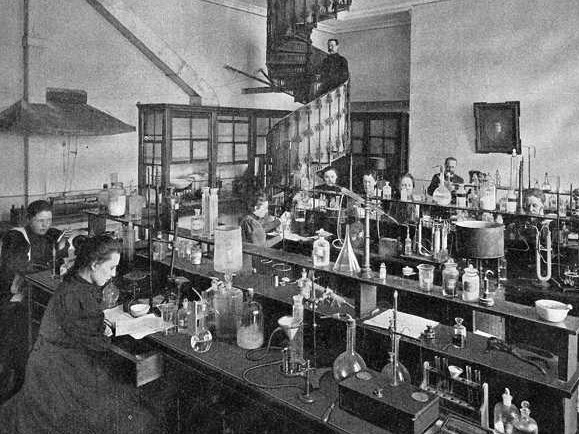
بعض التلاميذ في مختبر الكيمياء في كورسات بيستوشيف

عادت فيرا إلى سانت بطرسبرغ سنة 1892 لتعمل في المكان الذي تعلّمت فيه الكيمياء، ألا وهو دورات بيستوجيف، وهي منظمة تأسست سنة 1878 لتشجيع النساء الروسيات على التعلم والدراسة. عملت كأستاذ مساعد، وقامت بتدريس الكورسات الأولى في الكيمياء الفراغية. وقد ساعدتها سمعتها كمحاضِرة جيّدة وخبرتها في التعليم على تأليف كتابها الأول في أساسيات علم الكيمياء. كما كتبت وترجمت المراجعات والأوراق البحثية الأكاديمية في علم الكيمياء، إضافة إلى أنها نشرت وبالتعاون مع أستاذها أعمال ألكسندر بوتليروف -المتوفى سنة 1886-. وقد نشرت كذلك بين سنة 1891 و 1894 عدة أبحاث علمية ارتبطت مواضيعها برسالة الدكتوراة الخاصّة بها.
لم تكن فيرا كيميائية وحسب، فقد كانت مهتمة بعلم الحشرات والكتابة واللغات. ففي سنة 1889 نشرت مقالًا تصف فيه عملها مع النحل، كما قامت بنشر ما كتبته من قصص قصيرة، إضافة إلى ترجمتها لبعض القصص القصيرة للكاتب الفرنسي كاي دو موبسان.

## الحياة الشخصية
غادرت فيرا مدينة سانت بطرسبرغ وتزوّجت في العام 1895 من الجنرال جاكوب كوزميش الذي كان يكبرها بسنوات عدّة، وكان يعمل مديرًا للمعمل العسكري لتصنيع الفولاذ. اشترطت فيرا على زوجها أن يبني لها مختبرًا لتتمكن من استكمال عملها في مجال الكيمياء.
عاشت فيرا في مدينة إيجيفسك التي كانت تحت إمرة الجيش حيث تمّ بناؤها لأغراض التصنيع العسكري.
ويعتقد أن زواج فيرا كان زواج مصلحة ولم يكن نتيجة لعلاقة حب بين الطرفين، إذ كان زواج المرأة الروسية في بعض الأحيان هربًا من الأعراف المجتمعية السائدة آنذاك أمرًا شائعًا.

## الوفاة
توفيت فيرا بوبوفا في 8 مايو سنة 1896 في التقويم الميلادي (26 أبريل في التقويم اليولياني) (تذكر بعض المصادر الإنكليزية أن وفاتها كانت سنة 1897) عن عمر ناهز 28 وسنة، وكانت وفاتها جرّاء انفجار حصل أثناء عملها في تحضير المثيليدين فوسفان H-C≡P وهو مركب كيميائي شبيه بسيانيد الهيدروجين.
لم يُحضَّر المركب الذي حاولت فيرا بوبوفا تحضيره إلا سنة 1961 وذلك بمفاعلة الفوسفين مع الكاربون.
يمتاز المثيليدين فوسفان بتلقائية اشتعال عالية جدًّا وقدرته على البلمرة وبسهولة في درجات حرارية تتجاوز −120 °C. تقع النقطة الثلاثية لهذا المركب في درجة −124 °C ويشتعل بشكل تلقائي إذا ما تعرض للهواء حتى في درجات الحرارة المنخفضة.

## الآثار
كرّمت بوبوفا تكريمًا كبيرًا في (مجلة الجمعية الروسية للكيمياء الفيزيائية)) ، كما ذُكرت بوبوفا وبشكل مقتضب في قسم الوفيات في مجلة Nature  كما أشير إليها بشكل مختصر في مجلة Science الأمريكية.
اقترح الكيميائي الروسي فلاديمير إيباتييف في بعض تقاريره وجود احتمال لتسمّم فيرا بوبوفا بسبب المواد التي كانت تعمل عليها أو أنّها قد أقدمت على الانتحار، ولكن لم تظهر تقارير أخرى تساند هذا الرأي.
دفع موت بوبوفا المبكر زوجها إلى إنشاء صندوق دعم مالي لمساعدة الطالبات في إكمال دراستهن، وذلك تخليدًا لذكراها، كما تم عرض صورتها الشخصية في الكلية النسائية حيث أكملت تدريباتها.
ينسب تصنيف ثنائي بنزيل كيتون إلى بوبوفا، الأمر الذي مهّد لصناعة راتنجات الأكرليك الصناعية والتي تم إنتاجها من سيانوهايدرين الأسيتون.